# Ріден (Верхній Пфальц)
Ріден (нім. Rieden) — громада в Німеччині, розташована в землі Баварія. Підпорядковується адміністративному округу Верхній Пфальц. Входить до складу району Амберг-Зульцбах.
Площа — 32,29 км2. Населення становить 2656 ос. (станом на 31 грудня 2020).